# Mike Bruner
Michael Lee (Mike) Bruner  (ur. 23 lipca 1956 w Omaha) – amerykański pływak. Dwukrotny złoty medalista olimpijski z Montrealu.
Specjalizował się w stylu dowolnym oraz motylkowym. W Montrealu w drugim ze stylów triumfował na dystansie 200 metrów, był także członkiem zwycięskiej sztafety kraulowej. Na swym koronnym dystansie 200 m motylkiem był rekordzistą świata. W tej samej konkurencji był także mistrzem globu w 1978. Zakwalifikował się na IO 80, jednak Amerykanie ostatecznie zbojkotowali imprezę w Moskwie.

## Starty olimpijskie (medale)
Montreal 1976
- 200 m motylkiem, 4 × 200 m kraulem –  złoto